# Coppa del Belgio (calcio femminile)
La Coppa del Belgio (in francese Coupe de Belgique, in olandese Beker van België e in tedesco Belgischer Pokal) è la coppa nazionale per club di calcio femminile del Belgio. Viene organizzata dalla federazione calcistica belga e la prima edizione è stata disputata nella stagione 1976-1977.
L'Anderlecht è la società che ha vinto il maggior numero di trofei, 11, ed è anche la società detentrice del trofeo.

## Albo d'oro
| Anno      | Vincitore           | Risultato             | Finalista             | Località                | Località            |
| Anno      | Vincitore           | Risultato             | Finalista             | Stadio                  | Città               |
| --------- | ------------------- | --------------------- | --------------------- | ----------------------- | ------------------- |
| 1976-1977 | Astrio Begijnendijk | 0 - 0 (7-6 dtr)       | Standard Liegi        |                         |                     |
| 1977-1978 | Astrio Begijnendijk | 1 - 1 (4-3 dtr)       | Herentals             |                         |                     |
| 1978-1979 | Astrio Begijnendijk | 3 - 0                 | Lady's Scherpenheuvel |                         |                     |
| 1979-1980 | Herentals           | 2 - 1                 | Herk Sport            |                         |                     |
| 1980-1981 | Cercle Bruges       | 2 - 0                 | Lady's Scherpenheuvel |                         |                     |
| 1981-1982 | Herentals           | 4 - 0                 | Standard Liegi        |                         |                     |
| 1982-1983 | Herk Sport          | 3 - 2                 | Herentals             |                         |                     |
| 1983-1984 | Brussel Dames 71    | 2 - 0                 | Astrio Begijnendijk   |                         |                     |
| 1984-1985 | Brussel Dames 71    | 4 - 0                 | Rozeke Ekeren-Donk    |                         |                     |
| 1985-1986 | Standard Liegi      | 3 - 0                 | Eva's Kumtich         |                         |                     |
| 1986-1987 | Brussel Dames 71    | 2 - 1                 | Herentals             |                         |                     |
| 1987-1988 | Herk Sport          | 4 - 0                 | Kuurne                |                         |                     |
| 1988-1989 | Standard Liegi      | 2 - 0                 | Brussel Dames 71      |                         |                     |
| 1989-1990 | Standard Liegi      | 1 - 1 (3-2 dtr)       | Brussel Dames 71      |                         |                     |
| 1990-1991 | Brussel Dames 71    | 2 - 1                 | Standard Liegi        |                         |                     |
| 1991-1992 | Herk Sport          | 2 - 0                 | Standard Liegi        |                         |                     |
| 1992-1993 | Rapide Wezemaal     | 2 - 1                 | Herk Sport            |                         |                     |
| 1993-1994 | Anderlecht          | 3 - 0                 | Herk Sport            |                         |                     |
| 1994-1995 | Standard Liegi      | 3 - 1                 | Anderlecht            |                         |                     |
| 1995-1996 | Anderlecht          | 4 - 1                 | Elen Standard         |                         |                     |
| 1996-1997 | Rapide Wezemaal     | 3 - 0                 | Sinaai Girls          |                         |                     |
| 1997-1998 | Anderlecht          | 4 - 1                 | Eendracht Aalst       |                         |                     |
| 1998-1999 | Anderlecht          | 3 - 1                 | Rapide Wezemaal       |                         |                     |
| 1999-2000 | Eendracht Aalst     | 7 - 0                 | Eva's Kumtich         |                         |                     |
| 2000-2001 | Rapide Wezemaal     | 4 - 1                 | Sinaai Girls          |                         |                     |
| 2001-2002 | Eendracht Aalst     | 4 - 1                 | Eva's Kumtich         |                         |                     |
| 2002-2003 | Rapide Wezemaal     | 8 - 1                 | Eendracht Aalst       |                         |                     |
| 2003-2004 | Rapide Wezemaal     | 1 - 1 (3-1 dtr)       | Anderlecht            | Stadio Re Baldovino     | Bruxelles           |
| 2004-2005 | Anderlecht          | 3 - 0                 | Zuid-West Vlaanderen  | Stadio Re Baldovino     | Bruxelles           |
| 2005-2006 | Standard Liegi      | 6 - 3                 | Rapide Wezemaal       | Stadio Re Baldovino     | Bruxelles           |
| 2006-2007 | Rapide Wezemaal     | 3 - 0                 | Zuid-West Vlaanderen  | Stadio Re Baldovino     | Bruxelles           |
| 2007-2008 | Tienen              | 1 - 1 (5-4 dtr)       | Anderlecht            | Stadio Re Baldovino     | Bruxelles           |
| 2008-2009 | Sinaai Girls        | 2 - 0                 | Standard Liegi        | Stadio Re Baldovino     | Bruxelles           |
| 2009-2010 | Sinaai Girls        | 1 - 1 (4-3 dtr)       | Anderlecht            | Stadio Re Baldovino     | Bruxelles           |
| 2010-2011 | Sinaai Girls        | 2 - 1                 | Lierse                | Stadio Re Baldovino     | Bruxelles           |
| 2011-2012 | Standard Liegi      | 3 - 2                 | Lierse                | Den Dreef               | Lovanio             |
| 2012-2013 | Anderlecht          | 3 - 0 (dts)           | Sinaai Girls          | Stadio Edmond Leburton  | Tubize              |
| 2013-2014 | Standard Liegi      | 5 - 0                 | Club Bruges           | Freethiel Stadion       | Beveren             |
| 2014-2015 | Lierse              | 2 - 1 (dts)           | Club Bruges           | Freethiel Stadion       | Beveren             |
| 2015-2016 | Lierse              | 2 - 1                 | Anderlecht            | Het Kuipje              | Westerlo            |
| 2016-2017 | Gent                | 3 - 1                 | Anderlecht            | Achter de Kazerne       | Malines             |
| 2017-2018 | Standard Liegi      | 2 - 0                 | Genk                  | Kehrwegstadion          | Eupen               |
| 2018-2019 | Gent                | 2 - 0                 | Standard Liegi        | Stadio Van Roy          | Denderleeuw         |
| 2019-2020 | Coppa non assegnata | Coppa non assegnata   | Coppa non assegnata   | Coppa non assegnata     | Coppa non assegnata |
| 2020-2021 | Coppa non assegnata | Coppa non assegnata   | Coppa non assegnata   | Coppa non assegnata     | Coppa non assegnata |
| 2021-2022 | Anderlecht          | 3 - 0                 | Standard Liegi        | Achter de Kazerne       | Malines             |
| 2022-2023 | Standard Liegi      | 3 - 0 (dts)           | Genk                  | Stadio Maurice Dufrasne | Liegi               |
| 2023-2024 | Club YLA            | 1 - 1 (dts) (4-2 dtr) | OH Lovanio            | Den Dreef               | Lovanio             |
| 2024-2025 | Standard Liegi      | 1 - 0                 | Anderlecht            | Den Dreef               | Lovanio             |

## Statistiche

### Vittorie per squadra
| Club                | Vittorie | Anni                                                             |
| ------------------- | -------- | ---------------------------------------------------------------- |
| Anderlecht          | 11       | 1984, 1985, 1987, 1991, 1994, 1996, 1998, 1999, 2005, 2013, 2022 |
| Standard Liegi      | 9        | 1986, 1989, 1990, 1995, 2006, 2012, 2014, 2018, 2023, 2025       |
| Rapide Wezemaal     | 6        | 1993, 1997, 2001, 2003, 2004, 2007                               |
| Astrio Begijnendijk | 3        | 1977, 1978, 1979                                                 |
| Herk Sport          | 3        | 1983, 1988, 1992                                                 |
| Sinaai Girls        | 3        | 2009, 2010, 2011                                                 |
| Herentals           | 2        | 1980, 1982                                                       |
| Eendracht Aalst     | 2        | 2000, 2002                                                       |
| Lierse              | 2        | 2015, 2016                                                       |
| Gent                | 2        | 2017, 2019                                                       |
| Cercle Bruges       | 1        | 1981                                                             |
| Tienen              | 1        | 2008                                                             |
| Club YLA            | 1        | 2024                                                             |